# تشلاجور (مقاطعة كلاردشت)
تشلاجور (بالفارسية: چلاجور) هي قرية تقع في قسم بيرون‌بشم الريفي (مقاطعة كلاردشت) في إيران. يقدر عدد سكانها بـ 118 نسمة بحسب إحصاء 2016.